# Integrated Woz Machine
Die Integrated Woz Machine (IWM) ist eine Einchipversion des Diskettenlaufwerkscontrollers des Apple II, der auch in den Macintosh-Computern verwendet wurde.
Bei der Realisierung eines Diskettenlaufwerkes für den Apple II hatte Apple-Mitbegründer Steve Wozniak entschieden, dass die auf dem Markt vorhandenen Lösungen zu kompliziert, zu teuer und ineffektiv sind. Statt Diskettenlaufwerke mit der damals üblichen Shugart-Schnittstelle einzusetzen, verwendete Wozniak nur die Laufwerksmechanik und entwickelte seine eigene Elektronik sowohl für das Laufwerk als auch für den rechnerseitigen Controller.
Tatsächlich gelang es ihm, mit deutlich weniger Bauteileaufwand eine leistungsfähigere Lösung zu schaffen. Statt der damals üblichen 8–10 Sektoren à 256 Byte pro Spur schaffte er es, 13 Sektoren à 256 Byte mit der gleichen Mechanik und den gleichen Medien zu realisieren. In einer späteren Version erzielte er sogar 16 Sektoren pro Spur.
Zunächst war der Laufwerkscontroller aus mehreren Logikbausteinen und einem PROM aufgebaut. Mit zunehmenden Stückzahlen bei Apple wurde später eine in einem Chip zusammengefasste Version entwickelt, dies war die IWM. Die IWM wurde u. a. im Apple IIgs und allen Mac-Modellen bis zum Macintosh II verwendet. Danach wurde die IWM um die Option erweitert, auch Disketten im FM- und MFM-Format (auch als DOS-Format bezeichnet) lesen und schreiben zu können. Die Bezeichnung des neuen Chips war „SWIM“. In späteren Mac-Modellen wurde die SWIM dann in größere Peripheriebausteine mit integriert, bis Apple die Diskettenlaufwerke endgültig aus dem Mac verbannte. Die Funktion blieb noch einige Zeit in den Chipsets, auch wenn kein Laufwerk mehr am Mac vorgesehen war, z. B. hatten die ersten iMacs sogar auf dem Mainboard noch einen Stecker für ein Floppylaufwerk vorgesehen, das auch von Bastlern teilweise nachgerüstet wurde.